# Armando Gavagnin
Armando Gavagnin (Venezia, 3 ottobre 1901 – Venezia, 14 luglio 1978) è stato un giornalista e antifascista italiano.
Direttore de Il Gazzettino, fu, brevemente, Sindaco di Venezia per il PSDI nel 1958. Vincitore del Premio Venezia della resistenza nel 1952.

## Attività Politiche
Quando Mussolini fu rovesciato nel 1943, il combattente della resistenza e direttore del Partito d'Azione Armando Gavagnin fu portato sulle in spalla attraverso Piazza San Marco per tenere un discorso sopra una sedia del Caffè Florian. Poi fece lo stesso sul monumento a Garibaldi a Castello. Riuscì a convincere il comandante della flotta a rilasciare alcuni prigionieri antifascisti. Gavagnin sarebbe dovuto diventare editore del Gazzettino, ma Diego Valeri finì per assumere l'incarico. [1]
Dopo che tutti i partiti che avevano combattuto contro i fascisti ebbero lavorato insieme negli anni del dopoguerra, la loro coalizione si sciolse in pochi anni. Democristiani e comunisti in particolare si combattevano con veemenza.
Armando Gavagnin fu uno dei fautori di un memoriale alle partigiane, che Egidio Meneghetti, presidente dell'Istituto per la storia della resistenza delle Tre Venezie dal 1953. L'esecuzione fu affidata allo scalpellino Leoncillo, ma il monumento fu fatto saltare per aria nel 1961 da un attacco di neofascisti. Tuttavia, nel 1969 un nuovo monumento, questa volta di Augusto Murer, sostituì l'opera precedente distrutta. Alla realizzazione del monumento, che si trova sulla Riva dei Partigiani di fronte ai giardini di Castello, partecipò anche Carlo Scarpa ma l'opera presentava quasi sin dall'inizio dei difetti tecnici. [2]
Socialdemocratico e direttore del principale quotidiano cittadino, il Gazzettino, Armando Gavagnin, fu eletto sindaco nel 1958 da un blocco formato dal Partito Comunista, Partito Socialista e Partito Socialista Democratico Italiano. La Democrazia Cristiana cercò di realizzare una coalizione con socialisti, liberali (Partito Liberale Italiano) e socialdemocratici, poi un governo di “pragmatismo” e “amministrazione”. Né un campo né l'altro potevano formare un governo, così fu istituito un governo provvisorio. Questo durò fino al 5 novembre 1960, anche se secondo la legge sarebbe dovuto terminare al più tardi il 26 luglio 1959.
Dopo le elezioni del novembre 1960, i democristiani avevano 23 consiglieri, i comunisti 14, i socialisti 13 e i socialdemocratici 4. Sebbene non ci fossero cambiamenti nella formazione dei blocchi e negli equilibri di potere a Venezia, il paese ora tendeva verso un governo di centro-sinistra. 28 voti andarono a Giovanni Favaretto Fisca, 27 ad Armando Gavagnin, 5 nulli.
All'inizio degli anni '60, il PSDI svolse un importante ruolo di mediazione nell'avvicinare democristiani e socialisti, anche a livello statale, e permise al PSI di entrare a far parte del governo di centrosinistra di Aldo Moro il 4 dicembre 1963.

## Venezia durante il mandato di Gavagnin
Il mandato di Gavagnin cadde in un periodo in cui Venezia, la cui popolazione non era ancora crollata così tanto come sarebbe crollata negli anni successivi, progettava una forte espansione. Inoltre, gestiva enormi progetti di sviluppo urbano, alcuni dei quali erano stati pianificati negli anni '30. Sacca Fisola, un'isola di 18 ettari all'estremità occidentale della Giudecca, sarebbe diventata un banco di prova per gli sforzi di espansione della città lagunare. Nel 1960 c'erano già 200 appartamenti e altri 200 erano in costruzione. Tuttavia, la spazzatura ed il fetore rendevano la vita difficile ai residenti, non c'erano quasi infrastrutture ed il quartiere rischiava di essere abbandonato. Venezia nel suo complesso era in gran parte impoverita e il centro storico era considerato completamente sovraffollato nel 1950 con 184.447 abitanti. Il comune un totale di 321.562 abitanti. Ma successivamente la popolazione della città vecchia scese a 158.466 nel 1957. Molti migrarono verso i distretti industriali della terraferma, tanto che la popolazione del comune salì a 339.857. Pertanto, furono portati avanti progetti molto più grandi per ingrandire il centro storico a scapito delle acque della laguna. Nel 1958 fu indetto un concorso per costruire un nuovo quartiere per 50.000 abitanti su 187 ettari, il settimo sestiere.  Questo progetto, che avrebbe interrato parti significative della laguna, fu abbandonato solo dopo la devastante acqua alta del 1966. Inoltre, nell'aprile 1958, terminarono i lavori di costruzione del nuovo aeroporto Marco Polo, entrato in funzione il 1º agosto 1960.

## Libri
Vent'anni di resistenza al fascismo. Ricordi e testimonianze, Einaudi, Torino 1957 (si riferisce principalmente ai 45 giorni dopo la caduta di Mussolini il 24 luglio 1943 e l'invasione della Reichswehr l'8 settembre).
Una lettera al re, Milano 1960.